# Anthony Ortega
Anthony Robert „Batman“ Ortega, genannt Tony Ortega, (* 7. Juni 1928 in Los Angeles; † 30. Oktober 2022 in Encinitas) war  ein US-amerikanischer Jazz-Musiker (Bassklarinette, Klarinette, Saxophone und Flöte), Bandleader und Komponist.

## Leben und Wirken
Ortega begann seine Musikerkarriere 1947 im Orchester von Earle Spencer. Nach dem Wehrdienst gehörte er von 1951 bis 1953 der Big Band von Lionel Hampton an, wirkte an deren Europa-Tournee mit und spielte in Paris mit Clifford Brown, Art Farmer und Quincy Jones im Gigi Gryce Oktett und Orchester. Nach seiner Rückkehr arbeitete er bei Milt Buckner. 1954 leitete er eine erste eigene Formation in Los Angeles, tourte dann durch Skandinavien und nahm in Norwegen, u. a. mit dem Pianisten Einar Iversen, eine erste 10-Zoll-LP für das Label Vantage auf.
1955 ließ Ortega sich in New York City nieder, wo er mit 1955 zunächst bei Luis Rivera, dann bei Nat Pierce (1956–58), Dizzy Gillespie, Maynard Ferguson und in der Quincy Jones Big Band (1960) spielte. Außerdem war er ein vielgefragter Sessionmusiker, u. a. bei James Moody, Paul Bley, Billy Taylor und Claude Williamson. 1958 entstand für das Bethlehem-Label das Album Jazz for Young Lovers mit der ungewöhnlichen Instrumentierung aus Mellophon, Fiedel und Bassklarinette.
Anfang der 1960er Jahre leitete Ortega erneut eine eigene Band; er nahm 1961 ein weiteres Album mit Hank Jones, Art und Addison Farmer sowie Ed Thigpen auf (A Man and his Horns). Er kehrte dann Mitte der 1960er-Jahre nach Los Angeles zurück, arbeitete in den Big Bands von Don Ellis, Nelson Riddle und Gerald Wilson und nahm daneben einige Alben für die Label Herald, Revelation und Discovery auf; zwei Sessions von 1966/67 mit Chuck Domanico, Bob West und Bill Goodwin wurden in den 1990er Jahren von Hat Art wiederveröffentlicht (New Dance). Ein Höhepunkt dieser Aufnahmen war „The Shadow of Your Smile“ im Duo von Ortega und Bassist Domanico. 1971 wirkte er an Frank Zappas Album The Grand Wazoo mit. Ortega spielte weiterhin auf Film-Soundtracks, darunter das improvisierte Saxophon-Solo in dem Oscar-nominierten Film An Unmarried Woman und war in den Hausbands für The Julie Andrews Show und The Redd Foxx Comedy Hour. Er unterrichtete auch Jazz-Meisterkurse an Universitäten in Frankreich.
Nachdem es einige Jahre still um Ortega geworden war, - Ende der 1970er Jahre erschien das Album Rain Dance, an dem seine Ehefrau Mona Orbeek Ortega am Piano und Vibraphon mitgewirkt hatten - erlangte er in den 1990er und 2000er Jahren mehr Aufmerksamkeit durch seine Aufnahmen bei HatHut Records (Afternoon in Paris) und Evidence. 1992 kehrte er ins Studio zurück und nahm er mit den französischen Musikern Sylvain Kassap, Didier Levallet, Manuel Rocheman und Jacques Mahieux das Album Anthony Ortega on Evidence auf; es enthielt ausschließlich Original-Kompositionen Ortegas bis auf Mal Waldrons Titel „Warm Canto“. im Juni 2000 folgte in Triobesetzung mit Mike Wofford und Joe LaBarbera das Album Scattered Clouds mit Jazz-Standards wie Body and Soul und Night and Day.
Zuletzt spielte Anthony Ortega in Paris ein Live-Album ein; zudem entstanden Duette mit dem Bassisten Kash Killion  im Studio. Live spielte er Standards wie „I’ll Remember April“ (auf der Flöte), Monks „Blue Monk“ und Charlie Parkers „Ornithology“. Der letzte Auftritt des Saxophonisten fand am 21. August 2022 in Mr. Peabody’s Bar & Grill in Encinitas statt, wo er – seit 2011 – fast jede Woche eine Sonntags-Jam-Session geleitet hatte, bis seine Gesundheit im Spätsommer ins Wanken geriet. Sein einziges Zugeständnis an das Alter war, im Sitzen statt im Stehen aufzutreten.
Nach Ansicht der Autoren Richard Cook und Brian Morton ist Ortegas im Bebop Charlie Parkers wurzelndes Spiel von Ornette Colemans musikalischen Ideen der Avantgarde beeinflusst.

## Diskographische Hinweise
- Anthony Ortega (1954, Vantage)
- Jazz for Young Lovers (and Old Buzzards, Too) (Bethlehem, 1958), Re-Issue als Earth Dance (Fresh Sound Records, 1958/59)
- A Man and his Horns (Herald/Blue Moon, 1954–1961)
- New Dance (Revelation, 1966; wiederveröffentlicht auf Hathut Records)
- Permutations (Revelation, 1978, wiederveröffentlicht, gekoppelt mit New Dance,  auf Hathut Records)
- Anthony Ortega on Evidence (Evidence, 1992)
- Scattered Clouds (HatHut Records, 2001)
- Afternoon in Paris (HatOLOGY, 2007)